# Eleição primária do Partido Republicano no Mississippi em 2012
A eleição primária do Partido Republicano no Mississippi em 2012 será realizada em 13 de março de 2012. Mississippi terá 40 delegados na Convenção Nacional Republicana.

## Resultados
| Eleição primária do Partido Republicano no Mississippi em 2012 | Eleição primária do Partido Republicano no Mississippi em 2012 | Eleição primária do Partido Republicano no Mississippi em 2012 | Eleição primária do Partido Republicano no Mississippi em 2012 |
| Candidato                                                      | Votos                                                          | Percentagem                                                    | Estimativa de delegados nacionais                              |
| -------------------------------------------------------------- | -------------------------------------------------------------- | -------------------------------------------------------------- | -------------------------------------------------------------- |
| Rick Santorum                                                  | 93.180                                                         | 32,89%                                                         | 13                                                             |
| Newt Gingrich                                                  | 88.674                                                         | 31,30%                                                         | 12                                                             |
| Mitt Romney                                                    | 85,921                                                         | 30.33%                                                         | 12                                                             |
| Ron Paul                                                       | 12.499                                                         | 4,41%                                                          | 0                                                              |
| Unprojected delegates:                                         | Unprojected delegates:                                         | Unprojected delegates:                                         | 3                                                              |
| Total:                                                         | 0                                                              | 0%                                                             | 40                                                             |